# Micky Stead
Michael John Stead, più conosciuto con il diminutivo Micky Stead (West Ham, 28 febbraio 1957) è un ex calciatore inglese, di ruolo difensore.

## Biografia
Suo fratello minore Kevin è stato a sua volta un calciatore professionista.

## Carriera
Esordisce tra i professionisti nella stagione 1974-1975 all'età di 17 anni con il Tottenham, club della prima divisione inglese, con cui gioca fino al febbraio del 1977 per un totale di 15 presenze in questa categoria; conclude poi la stagione 1976-1977 in prestito ai gallesi dello Swansea City, militanti nella quarta divisione inglese. Trascorre poi la stagione 1977-1978 nuovamente al Tottenham, nel frattempo retrocesso in seconda divisione, senza però giocare ulteriori partite.
Nell'estate del 1978 si trasferisce al Southend Utd, club di terza divisione; dopo due stagioni in questa categoria, trascorre la stagione 1980-1981 in quarta divisione, vincendo il campionato. Dopo un ulteriore triennio in terza divisione, gli Shrimps retrocedono nuovamente in quarta divisione al termine della stagione 1983-1984; Stead gioca poi per un'ulteriore stagione e mezzo in questa categoria prima di trasferirsi al Doncaster nel corso della stagione 1985-1986: con i Vikings, dopo aver segnato 15 reti in 298 partite di campionato nel Southend United, gioca invece 85 partite di campionato (tutte in terza divisione) senza mai segnare: si tratta peraltro delle sue ultime partite in carriera nella Football League, dal momento che trascorre i successivi sei anni (fino al definitivo ritiro) giocando in vari club semiprofessionistici della Greater London.

## Palmarès

### Club

#### Competizioni giovanili
- FA Youth Cup: 1

Tottenham: 1973-1974

#### Competizioni nazionali
- Campionato inglese di quarta divisione: 1

Southend United: 1980-1981
- Southern Football League Cup: 1

Chelmsford City: 1990-1991

#### Competizioni regionali
- London Senior Cup: 1

Fisher Athletic: 1988-1989